# Bade
Bade (chiń. 八德; pinyin Bādé; pe̍h-ōe-jī Pat-tek) – dzielnica miasta Taoyuan na Tajwanie. W 2014 roku liczyła 181 431 mieszkańców.
W przeszłości samodzielne miasto. 25 grudnia 2014 roku, wraz z przekształceniem powiatu Taoyuan w miasto wydzielone, pozbawione statusu miasta i ustanowione dzielnicą nowo utworzonego miasta wydzielonego.